# Platycuma hessleri
Platycuma hessleri är en kräftdjursart som beskrevs av Jones 1973. Platycuma hessleri ingår i släktet Platycuma och familjen Nannastacidae. Inga underarter finns listade i Catalogue of Life.